# Oxydia bertha
Oxydia bertha är en fjärilsart som beskrevs av William Schaus 1901. Oxydia bertha ingår i släktet Oxydia och familjen mätare. Inga underarter finns listade i Catalogue of Life.